# Martin Börschel

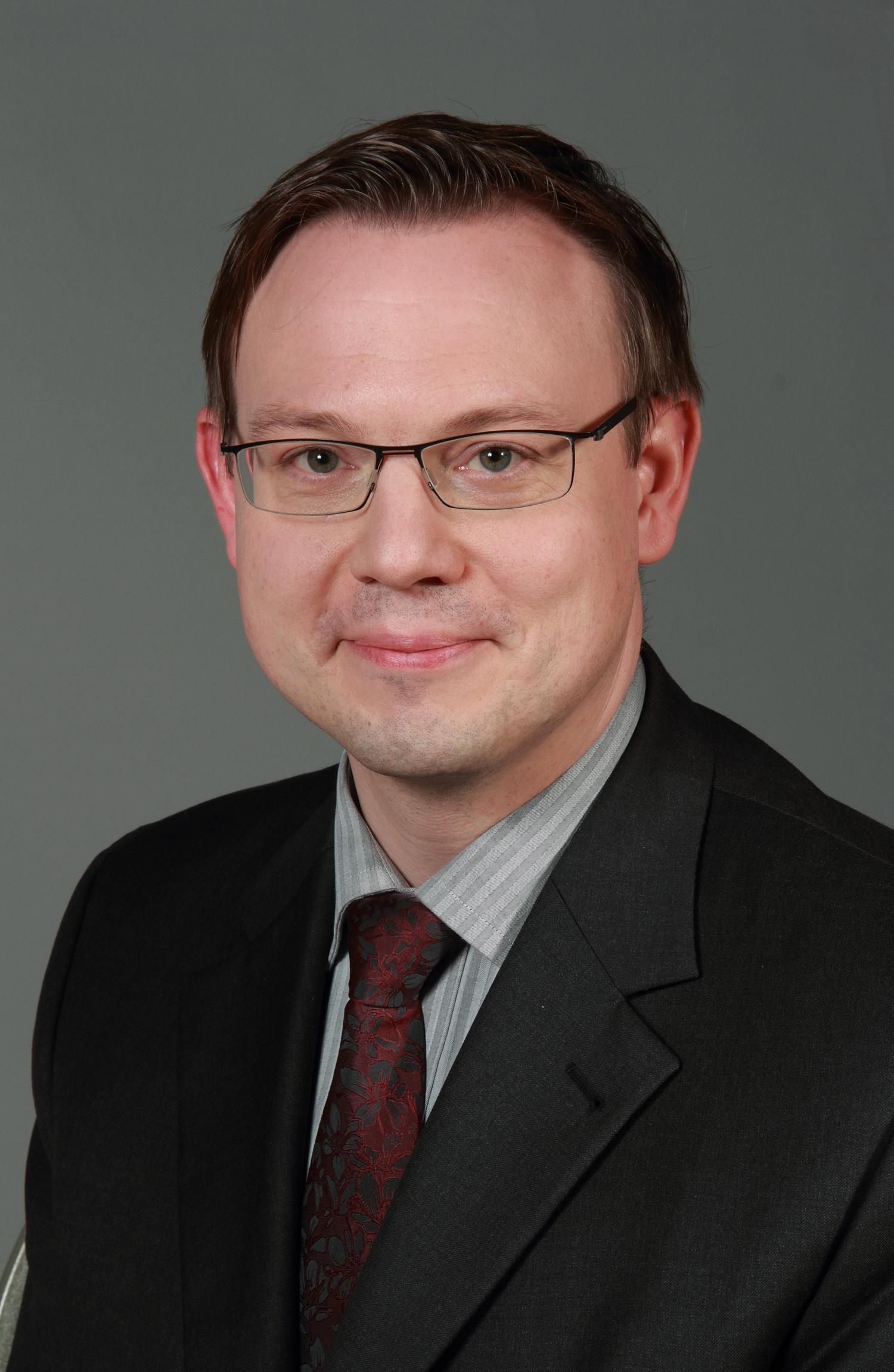
Martin Börschel (2013)

Martin Börschel (* 28. November 1972 in Köln) ist ein deutscher Jurist und Politiker (SPD). Von 2005 bis 2022 war er Abgeordneter im Landtag von Nordrhein-Westfalen.

## Leben und Beruf
Martin Börschel ist aufgewachsen in Köln. Dort besuchte er zunächst eine Montessori-Grundschule. Im Jahr 1992 erlangte Martin Börschel sein Abitur und nahm im selben Jahr bis 1997 das Studium der Rechtswissenschaften in Köln auf. Im Jahr 1997 erlangte er das erste juristische Staatsexamen, 2001 folgte das zweite juristische Staatsexamen. Von 1998 bis 2001 war er als Rechtsreferendar tätig. In den Jahren 1998 bis 2003 war Martin Börschel wissenschaftlicher Mitarbeiter der Universität Köln, hier unter anderem am Lehrstuhl für allgemeine Staatslehre, Staats- und Verwaltungsrecht sowie am Institut für Arbeits- und Wirtschaftsrecht. Von 2001 bis 2007 war er als selbstständiger Rechtsanwalt tätig. Seit 2008 ruht die Berufsausübung.
Martin Börschel ist verheiratet und hat eine Tochter.

## Partei
Martin Börschel ist seit dem Jahr 1990 Mitglied der SPD. Von 1996 bis 1998 war er stellvertretender Vorsitzender des SPD-Ortsvereins Köln-Nord und von 1998 bis 2003 dessen Vorsitzender. Von 2001 bis 2003 übernahm er die Funktion als Schatzmeister des Unterbezirks Köln der SPD. In dieser Funktion war er maßgeblich an der Aufarbeitung des Kölner Spendenskandals beteiligt. Ende Oktober 2021 gab Börschel bekannt, dass er sich aus der Politik zurückziehen und nicht erneut für den Landtag NRW kandidieren werde.

## Kommunalpolitik
Von 1999 bis zur Niederlegung seines Mandats zum 15. März 2019 war er Mitglied des Rates der Stadt Köln, und dort von 2002 bis zum 9. Juli 2018 deren Fraktionsvorsitzender. Im Rat der Stadt Köln war er seit dem Jahr 2004 Vorsitzender des Finanzausschusses. 2013 wurde Börschel als ordentliches Mitglied in die NRW-Verfassungskommission berufen, die sich einer Reform der nordrhein-westfälischen Verfassung widmet und sich am 19. November 2013 konstituiert hat.

### Kommunalpolitische Initiativen

#### Köln-Pass
Schon seit Beginn seiner kommunalpolitischen Tätigkeit setzte sich Börschel für Teilhabe aller Kölnerinnen und Kölner am gesellschaftlichen Leben ein. Dafür brachte er im Jahr 2006 die Wiedereinführung des Köln-Passes mit auf den Weg. Dieser ermöglicht Menschen mit geringem Einkommen Vergünstigungen in städtischen Einrichtungen und bei den Kölner Verkehrsbetrieben. Diese Initiative begründete Börschel auch mit Verweis auf seine eigene Biografie: Der Köln-Pass habe ihm in seiner Kindheit und Jugend die Möglichkeit gegeben, häufig Museen und Theater zu besuchen. Der Köln-Pass war zuvor von der Vorgängerkoalition aus CDU und FDP mit Verweis auf finanzielle Gründe abgeschafft worden, was Börschel als „den größten Fehler, der in den vergangenen Jahren in Köln gemacht worden ist“, bezeichnete.

#### Freier Eintritt in Museen
Im Jahr 2008 wurde in der städtischen Museen in Köln der KölnTag eingeführt, wodurch Kölnerinnen und Kölner am ersten Donnerstag im Monat freien Eintritt in die ständigen Sammlungen erhalten.

#### Kulturförderabgabe
2009 setzte sich Börschel als Vorsitzender des Finanzausschusses des Kölner Stadtrats gemeinsam mit dem Kölner Stadtkämmerer Norbert Walter-Borjans für die Erhebung einer Kulturförderabgabe ein. Hierdurch musste für Hotelübernachtungen in Köln eine zusätzliche Abgabe auf den Übernachtungspreis an die Stadt gezahlt werden. Dies war auch eine Reaktion auf die Mövenpicksteuer der schwarz-gelben Bundesregierung.

### Stadtwerke-Affäre
Der Aufsichtsrat der Stadtwerke Köln schlug im April 2018 Martin Börschel für den Posten eines hauptamtlichen Geschäftsführers des Unternehmens vor. Der Posten existierte zuvor nicht und sollte laut Medienberichten mit 300.000 bis 500.000 Euro pro Jahr vergütet werden. Am 30. April sollte Martin Börschel ohne vorherige öffentliche Ausschreibung gewählt werden. Die Kölner Oberbürgermeisterin Henriette Reker (parteilos) intervenierte jedoch zuvor und es wurde öffentlich Kritik laut. Schließlich sagte der Aufsichtsrat die Wahl ab. Henriette Reker sitzt selbst im Aufsichtsrat der Stadtwerke Köln. Sie war nach eigenen Angaben nicht an dem Deal beteiligt, was jedoch später von Journalisten des Kölner Express bezweifelt wurde.
Martin Börschel ist infolgedessen seit dem 22. Juni 2018 nicht mehr Fraktionsvorsitzender der SPD im Kölner Stadtrat. Der Deal wurde in der Kölner Öffentlichkeit und in verschiedenen Medien stark diskutiert. Da einflussreiche Stadtrats-Politiker wie CDU-Fraktionsvorsitzender Bernd Petelkau und Grünen-Fraktionsgeschäftsführer Jörg Frank das Vorhaben unterstützten, gilt es bei Kritikern als Beispiel für den sogenannten Kölner Klüngel.

### Sonstiges
In seiner Funktion als Vorsitzender der SPD-Ratsfraktion hat Börschel Trauerreden bei den Trauerakten der früheren Kölner Oberbürgermeister John van Nes Ziegler 2006 und Norbert Burger 2012 gehalten. Van Nes Ziegler würdigte er: „Als Oberbürgermeister war er nie nur Repräsentant, er war immer auch ein politischer Oberbürgermeister.“

## Landtagsabgeordneter

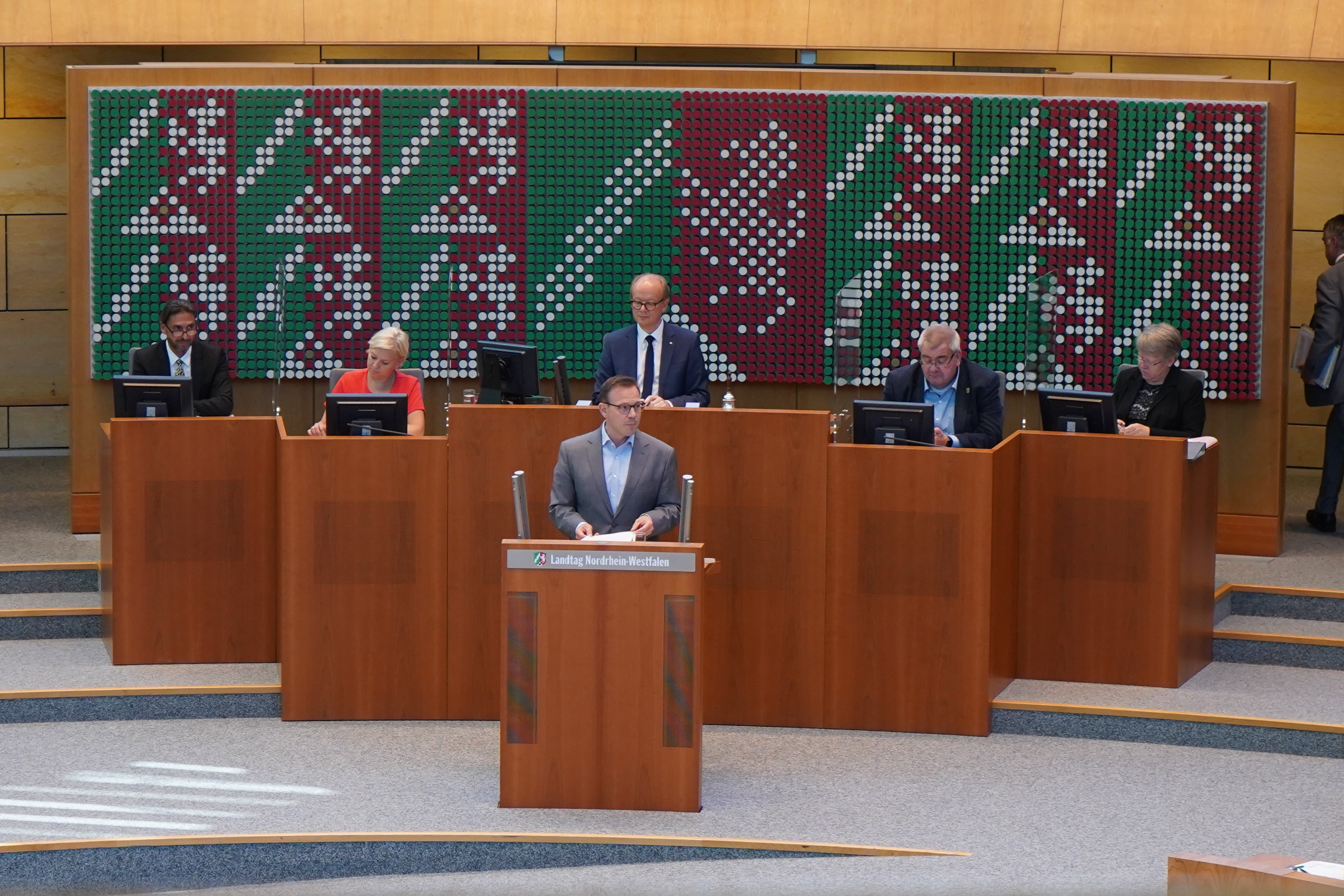
Martin Börschel berichtet als Vorsitzender des Haushalts- und Finanzausschusses im Landtag von Nordrhein-Westfalen.

Martin Börschel war von 2005 bis 2022 Abgeordneter des Landtages des Landes Nordrhein-Westfalen. Erstmals wurde er am 8. Juni 2005 für den Landtagswahlkreis Köln III in den nordrhein-westfälischen Landtag gewählt. Am 9. Mai 2010 wurde Martin Börschel erneut direkt in den Landtag Nordrhein-Westfalen gewählt. Das Mandat als Landtagsabgeordneter endete zunächst am 14. März 2012 mit der vorzeitigen Auflösung des Landtags Nordrhein-Westfalen. Bei der am 13. Mai 2012 folgenden vorzeitigen Neuwahl und ebenso der turnusgemäßen Wahl am 14. Mai 2017 wurde er für den Landtagswahlkreis Köln VII direkt in den Landtag Nordrhein-Westfalen gewählt. Von 2017 bis 2018 war er Stellvertretender Vorsitzender der SPD-Fraktion im Landtag. Im Landtag war Börschel Vorsitzender des Haushalts- und Finanzausschusses. Außerdem war er Mitglied der Verfassungskommission und des Ältestenrates. 2016 und 2017 war er Stellvertretender Vorsitzender des Parlamentarischen Untersuchungsausschusses über die Kölner Silvesternacht. Ab 2020 war er Vorsitzender des Parlamentarischen Untersuchungsausschusses zur Aufklärung des Missbrauchsfalls Lügde. Nach der Landtagswahl 2022 schied er aus dem Landtag aus.

### Parlamentarischer Untersuchungsausschuss „Missbrauchsfall Lügde“
Von 2020 bis 2022 war Martin Börschel Vorsitzender des Parlamentarischen Untersuchungsausschusses zum Missbrauchsfall Lügde. Dieser wurde eingerichtet, um mögliches Fehlverhalten innerhalb der Jugendämter und der Polizei zu untersuchen, das dazu beigetragen hat, dass der vielfache sexuelle Missbrauch an Kindern auf einem Campingplatz in Lügde nicht früher aufgedeckt wurde und somit in vielen Fällen hätte verhindert werden können. In den Vernehmungen des Ausschusses haben Bedienstete der beteiligten Ämter und freien Träger wiederholt auf Zuständigkeiten anderer Stellen verwiesen und damit ihr Nichteinschreiten begründet. In diesem Zusammenhang sprach Börschel von einer „organisierten Unzuständigkeit“ und einer „kaltherzigen Verwaltungslogik“. Dabei habe man die Kinder aus den Augen verloren. Er appellierte insbesondere an die Verwaltungsleitungen, ihren Beitrag zur Aufklärung zu leisten. Gleichzeitig beklagte er die teilweise unzureichende Kooperationsbereitschaft der beteiligten Verwaltungen.

## Positionen

### Öffentliche Daseinsvorsorge
Börschel hat sich wiederholt dafür eingesetzt, Unternehmen der öffentlichen Daseinsvorsorge in öffentlicher Hand zu halten. Dabei setzte er sich in den Jahren 2002 und 2003 dafür ein, dass der von CDU und FDP betriebene Verkauf der kommunalen Anteile am städtischen Wohnungsbauunternehmen GAG Immobilien im Stadtrat keine Mehrheit fand. 2017 konnte er mit Unterstützung des damaligen SPD-Bundesvorsitzenden Martin Schulz im schwarz-roten Koalitionsvertrag durchsetzen, dass der Bund von einer diskutierten Veräußerung seiner Anteile am Flughafen Köln/Bonn Abstand nahm.

### Grunderwerbsteuer
Die von der rot-grünen Landesregierung 2014 betriebene Erhöhung der Grunderwerbsteuer lehnte Börschel ab. Er befürchtete hierdurch eine weitere Erhöhung der Eigenheimpreise in den Großstädten des Landes. Als Konsequenz trat er von der Position des haushalts- und finanzpolitischen Sprechers der SPD-Landtagsfraktion zurück.

### Digitalisierung und Zukunft der Arbeit
In der Diskussion über die Folgen des Megatrends Digitalisierung widerspricht Börschel der These von einem Ende der Arbeit. Gleichzeitig betont er jedoch, dass es im Zuge der digitalen Revolution zu einem massiven Wandel auf dem Arbeitsmarkt komme, der sich in Zukunft noch verstärken werde. Hieraus leitet Börschel eine besondere Verantwortung der Sozialdemokratie ab, den Wohlstand in der digitalen Zukunft gerecht zu verteilen und ein Auseinanderdriften der Gesellschaft zu verhindern.

## Ehrenämter
2012 wurde Martin Börschel durch den Präsidenten der Max-Planck-Gesellschaft, Peter Gruss, ins Kuratorium des Max-Planck-Instituts für Gesellschaftsforschung in Köln berufen. Seitdem gehört er diesem an.
Darüber hinaus ist Börschel Vorsitzender der Freunde und Förderer von St. Ursula, Köln e. V. Bis zum Jahr 2018 war er Mitglied im Beirat der Kölner Grün Stiftung.